# Medalla del Servei Distingit a la Seguretat Nacional
La Medalla del Servei Distingit a la Seguretat Nacional (anglès: Homeland Security Distinguished Service Medal) és una condecoració militar dels Estats Units, atorgada a qualsevol membre de les Forces Armades pel Seguretat Nacional. La versió actual s'establí l'1 de març de 2002.

## Història
La condecoració va ser creada inicialment com la Medalla al Servei Distingit en el Transport mitjançant l'orde executiva 12824 del President George H.W. Bush el 7 de desembre de 1992. El 28 de febrer de 2003, el President George W. Bush signà l'orde executiva 13286 que, entre altres coses, substituí la versió de Transport per la versió de Seguretat Nacional de manera retroactiva a l'1 de març de 2002. El 5 d'abril de 2011, el President Barack Obama esmenà l'orde executiva 12824, modificant la concessió de la medalla de a ""qualsevol membre dels Guarda Costa" a "qualsevol membre de les Forces Armades dels Estats Units".
La primera concessió de la Medalla del Servei Distingit a la Seguretat Nacional va ser pel Vicealmirall Thad W. Allen el 2006 pel seu servei en la resposta al desastre de l'huracà Katrina. L'almirall Allen va tornar a rebre-la el 2010 en acabar el seu mandat com a Comandant de la Guàrdia de Costa.

## Orde de precedència
Com a medalla del servei distingit, aquesta distinció és una de les màximes condecoracions que pot ser atorgada a un membre de les Forces Armades dels Estats Units.
Se situa darrere de la Medalla d'Honor, la Creu del Servei Distingit, la Creu de la Marina i la  Creu de la Força Aèria; i pels membres dels Guarda Costa, abans de la Medalla del Servei de Defensa Distingit.

## Disseny
Anvers
Al mig d'un medalló de plata de mitja polsada de diàmetre (1,27 cm) hi ha un escut amb el logotip del Departament de Seguretat Nacional sobre àncores creuades sobre un camp circular d'on surten raigs. Aquest camp està envoltat d'una corona de llorer en esmalt verd, amb les vores daurades. Els fulls de llorer formen un cercle continuat i les puntes apunten en sentit contrari a les agulles del rellotge.
El suspensori que uneix la medalla a la cinta consisteix en la miniatura de la insígnia de gorra d'oficial dels Guarda Costa. El fons està adaptat de l'escut del Departament de Transport. Sosté dues àncores creuades que impliquen la cooperació i la força i denota l'afiliació dels Guarda Costa amb el Departament de Seguretat Nacional. La corona de llorer simbolitza l'honor i l'èxit; i el suspensori, que consisteix la insígnia de gorra de Guarda Costa, senyala el propòsit de la medalla.
Revers
A la part superior central del revers hi ha una placa on gravar el nom del receptor. Sobre la placa, gravat en dues línies i en majúscules, hi ha la inscripció "AWARDED TO" ("Concedida a"); i sota la placa, en quatre línies apareix la inscripció "FOR EXTRAORDINARY MERITORIOUS SERVICE" ("Pel Servei Extraordinàriament Meritori"). La placa i les inscripcions estan dins d'un cercle incomplet (obert per la part inferior) amb la inscripció "UNITED STATES DEPARTMENT OF HOMELAND SECURITY " ("Departament de Seguretat Nacional dels Estats Units")
Cinta
La cinta consisteix en una franja central verda de la Medalla de la Menció Encomiable, envoltada per franges en blanc, vermell, blanc, blau cel i blau "Creu de la Marina".